# Hugo Mantel
Hugo Mantel (* 14. Mai 1907 in Bövinghausen; † 3. Februar 1942) war ein deutscher Fußballspieler, der von 1927 bis 1933 mit der deutschen Fußballnationalmannschaft fünf Länderspiele absolviert hat.

## Laufbahn
Der Westfale kam über die Stationen TuS Bövinghausen und TuS Duisburg 99 im Jahr 1925 nach Sachsen und schloss sich dem Dresdner SC an. Der zumeist als Außenläufer im Mittelfeld eingesetzte brillante Techniker mit hervorragendem Stellungsspiel gewann mit dem DSC am 25. April 1926 das Finale um die Meisterschaft in Mitteldeutschland mit 3:0 Toren gegen Fortuna 1902 Leipzig. In der Endrunde um die deutsche Fußballmeisterschaft kam aber bereits im Achtelfinale durch eine 0:1-Niederlage gegen den Breslauer SC 08 das Aus. Als Titelverteidiger schied Mantel mit seinem Verein 1926/27 im Halbfinale durch eine 2:3-Niederlage gegen den Chemnitzer BC in der mitteldeutschen Meisterschaft aus. In seinem letzten Jahr in Dresden stand er mit dem DSC wieder im Finale, verlor aber am 22. April 1928 das Endspiel mit 0:1 Toren gegen den Hallescher FC Wacker. Am 4. März hatte er aber mit seinen Mannschaftskameraden das Pokalfinale gegen den Lokalrivalen Guts Muts Dresden mit 2:1 Toren gewonnen und hatte in der Vorrunde, am 2. Oktober 1927, beim Länderspiel in Kopenhagen gegen Dänemark in der deutschen Fußballnationalmannschaft debütiert.
Im Wettbewerb des Bundespokal gehörte er am 6. März 1927 der siegreichen Vertretung von Mitteldeutschland an, die sich mit einem 1:0-Erfolg in Altona gegen den Gastgeber Norddeutschland durchsetzen konnten. Mantel bildete mit Eduard Pendorf und Rudolf Berthold die spieltragende Läuferreihe und Richard Hofmann stürmte im Angriff auf Halblinks.
Zur Runde 1928/29 verlegte er sein fußballerisches Betätigungsfeld nach Süddeutschland, er wechselte zu Eintracht Frankfurt. Am Riederwald begann auch gleichzeitig der junge Trainer Paul Oßwald mit seiner Arbeit und die „Adlerträger“ feierten in den Jahren 1929, 1930, 1931 und 1932 in der Bezirksliga Main-Hessen, Gruppe Main, die Meisterschaft und konnten auch 1930 und 1932 die Meisterschaft in Süddeutschland erringen. Zum sportlichen Höhepunkt wurde aber nach einem 2:1-Erfolg in Dresden gegen den FC Schalke 04 im Halbfinale um die deutsche Fußballmeisterschaft der Einzug in das Endspiel am 12. Juni 1932 in Nürnberg gegen den FC Bayern München. Den Bayern glückte die Revanche für die Niederlage um die süddeutsche Meisterschaft und Mantel und Kollegen – Franz Schütz, Hans Stubb, Rudolf Gramlich, Bernhard Leis, Karl Ehmer, Walter Dietrich, August Möbs – mussten sich nach der 0:2-Niederlage mit der Vizemeisterschaft begnügen.
Mit der Eintracht zog Mantel, dessen Spielweise von Flach- und Kurzpässen geprägt war, in der Saison 1932/33 als dritter Südvertreter erneut in die Endrunde um die deutsche Meisterschaft ein. Im Achtelfinale gab es einen 4:1-Auswärtserfolg gegen den Nordmeister Hamburger SV – Albert Beier, Walter Risse, Carl-Heinz Mahlmann, Asbjörn Halvorsen, Richard Dörfel, Rudolf Noack, Karl Politz –, im Viertelfinale stellte Hindenburg Allenstein beim 12:2-Sieg keinen ernsthaften Gegner dar. Im Halbfinale scheiterte die Eintracht aber gegen den späteren Meister Fortuna Düsseldorf nach einer klaren 0:4-Niederlage in Berlin. Der Angriff der Riederwald-Elf mit Theodor Trumpler, Hugo Mantel, Karl Ehmer, August Möbs und Willi Lindner konnte sich gegen die Fortunen-Defensive um Paul Janes, Jakob Bender und Theo Breuer nicht behaupten.
Im Februar 1934 zog Hugo Mantel nach Mailand zur Übernahme einer pharmazeutischen Vertretung. Da er aber als „Nicht-Italiener“ keine Spielgenehmigung für den ihn umwerbenden Inter-Vorgänger Ambrosiana bekam, kehrte er zehn Monate später wieder nach Frankfurt zurück, wo er ab Dezember 1934 wieder für die Eintracht spielte. In seiner letzten Saison, 1936/37, reichte es in der Gauliga Südwest hinter der punktgleichen Wormatia Worms zur Vizemeisterschaft. Von 1928 bis 1936 hatte er für die Eintracht 110 Rundenspiele, 58 Spiele um die süddeutsche Meisterschaft, 11 Endrundenspiele um die deutsche Meisterschaft und vier Partien um den Tschammer-Pokal absolviert.
In der Nationalmannschaft kamen in seiner Zeit in Frankfurt noch die Länderspiele am 2. März gegen Italien, 10. Mai gegen England (3:3) und 7. September 1930 gegen Dänemark hinzu. Mit dem Spiel 19. März 1933 in Berlin gegen Frankreich, es war sein fünftes Länderspiel, verabschiedete er sich aus der Nationalmannschaft.
Als Spieler-Trainer war Mantel ab 1938 noch beim Traditionsverein VfL Germania 1894 tätig.
Nachdem „Schotte“ Mantel im Januar 1942 an der Ostfront schwer verwundet wurde, verstarb er wenig später in einem Lazarett an Fleckfieber.